# Bruno Mascarenhas
Bruno Miguel Mascarenhas Antunes, né le 16 juillet 1981 à Lisbonne, est un rameur portugais naturalisé italien.

## Palmarès

### Jeux olympiques
- Jeux olympiques d'été de 2004 à Athènes,  Grèce
  -  Médaille de bronze en quatre sans barreur poids légers

### Championnats du monde d'aviron
- Championnats du monde d'aviron 2002 à Séville,  Espagne
  -  Médaille d'argent en quatre de pointe poids légers
- Championnats du monde d'aviron 2003 à Milan,  Italie
  -  Médaille de bronze en quatre de pointe poids légers
- Championnats du monde d'aviron 2005 à Gifu,  Japon
  -  Médaille de bronze en quatre de pointe poids légers
- Championnats du monde d'aviron 2007 à Munich,  Allemagne
  -  Médaille de bronze en quatre de pointe poids légers
- Championnats du monde d'aviron 2009 à Poznań,  Pologne
  -  Médaille d'or en huit poids légers
- 2010 à Hamilton,  Nouvelle-Zélande
  -  Médaille de bronze huit barré poids légers

### Championnats d'Europe d'aviron
- Championnats d'Europe d'aviron 2007 à Poznań,  Pologne
  -  Médaille d'or en quatre de pointe poids légers
- Championnats d'Europe d'aviron 2010 à Montemor-o-Velho,  Portugal
  -  Médaille d'or en huit poids légers